# 灘岡和夫
灘岡 和夫（なだおか かずお、1954年3月10日 - ）は、日本の環境学者。水圏環境学専攻。東京工業大学名誉教授。元日本サンゴ礁学会副会長。

## 人物・経歴
広島市出身。呉工業高等専門学校を経て、東京工業大学第3年次に編入し、1976年東京工業大学工学部土木工学科卒業。1978年東京工業大学大学院理工学研究科土木工学専攻修士課程修了、運輸省入省、港湾技術研究所水工部漂砂研究室研究官。1983年東京工業大学工学部土木工学科助手。1986年東京工業大学工学博士、東京工業大学工学部土木工学科助教授。1994年東京工業大学大学院情報理工学研究科情報環境学専攻教授。2009年土木学会海岸工学委員会委員長。2016年東京工業大学環境・社会理工学院融合理工学系教授。2017年日本学術会議連携会員。沿岸生態系の研究などを行い、日本サンゴ礁学会副会長も務めた。2019年定年退職。

## 受賞
- 1987年土木学会論文奨励賞[1]
- 1993年リモートセンシング学会論文賞[1]
- 1995年土木学会論文賞[1]
- 1995年手島記念研究論文賞[1]
- 2013年みどりの日自然環境功労者環境大臣表彰（調査・学術研究部門）[1]